# Огнёвка шишковая
Огнёвка ши́шковая, или огнёвка ело́вая (лат. Dioryctria abietella) — вид бабочек семейства огнёвковых из подсемейства узкокрылых огнёвок (Phycitinae).
Вид распространён в Евразии.
Размах крыльев 27—33 мм. Лёт бабочек происходит в одном поколении с конца мая по сентябрь.
Гусеницы длиной 20—25 мм питаются семенами и шишками сосны и других хвойных деревьев.